# 三木弘子
三木 弘子（みき ひろこ、1933年〈昭和8年〉9月9日 - ）は、日本の女優。本名は安永弘子。愛媛県出身。

## 来歴・人物
愛媛県立松山北高等学校卒業。
俳優座養成所第8期生（同期には水野久美、柳川慶子がいた）。
手堅いバイプレイヤーとして長年活躍し、1975年の『お美津』では、当時新人であった主演の岡江久美子に演技の基礎から付きっ切りで指導を行ったという。
1979年、『3年B組金八先生』での川村用務主任役で人気を得る。

## 出演作品

### 舞台
- 深川安楽亭
- ベルナルダ・アルバの家
- 五代のラブレター

### テレビドラマ
- 東芝日曜劇場 （TBS）
  - 第367回「巷のあんばい」（1963年）
  - 第417回「土曜と月曜の間」（1964年）
  - サッちゃんきれいになったよ（1977年7月17日、TBS） - 横川先生 役
- 大河ドラマ （NHK）
  - 源義経（1966年）
  - 徳川家康（1983年）
  - いのち（1986年）
  - 翔ぶが如く（1990年）
- 五人の野武士 第22話「陰謀」（1969年、NTV）
- ありがとう （テレパック・TBS）
  - 第1シリーズ 第11話（1970年） - 少年係婦警 役
  - 第3シリーズ 第5話（1973年） - 甘味処の女主人 役
- 火曜日の女シリーズ / 逃亡者 -この街のどこかで-（1970年、大映テレビ室・日本テレビ）
- 時間ですよ 第2シリーズ（1971年、TBS）
- ポーラテレビ小説 （TBS）
  - 「わたしは燁」（1974年 - 1975年）
  - 「お美津」（1975年）
  - 「加奈子」（1975年 - 1976年）
  - 「おゆき」（1977年）
- 連続テレビ小説（NHK）
  - マー姉ちゃん（1979年） - 東郷貴美 役
  - 本日も晴天なり（1982年） - 福井泰子 役
- 3年B組金八先生シリーズ（1979年 - 1987年、TBS） - 川村用務主任 役
- 心（1980年 - 1981年、TBS） - 昭子 役
- 火曜サスペンス劇場 / 幻の罠（1982年、NTV）
- ザ・サスペンス / 非行女教師（1983年、TBS）
- 雨ふりお月さん 私に日本語下さい（1984年10月27日、NHK） - 石川夏子 役
- 女たちの場所（1986年、CX）
- ドラマ女の手記「いのちください」（1986年、TX）
- 土曜ドラマ / 十九歳（1989年、NHK）
- 花王愛の劇場 / 夏色のアルバム（1990年、TBS）
- 月曜ドラマスペシャル / 女相撲（1991年、TBS）
- ホテルドクター 第7回「怪しい女装客の秘密!!」（1993年、ABC）
- あかね雲（1999年、MBS）

### 映画
- 手錠にかけた恋（1961年）

### 吹き替え
- 宇宙家族ジェットソン - ジェーン・ジェットソン/ペニー・シングルトン　初代
- ジキル博士とハイド氏 - アイヴィー・ピーターソン/イングリッド・バーグマン
- サラトガ本線 - クリオ・デュレイン/イングリッド・バーグマン
- 地下水道 - ハリナ/テレサ・イジェウスカ　※NHK版
- 許されざる者 - ジョージア・ローリンズ/キップ・ハミルトン
- 弁護士ジャッド 「スカイラークホテルの謎」 - ジェッシ/ダイアナ・ハイランド
- プリズナーNo.6 「おとぎ話」 -  ソニア/ジャスティン・ロード
- アルプスの少女ハイジ (1968年のテレビ映画)  - ロッテンマイヤー先生/ジーン・シモンズ ※NHK版
- 媚薬
- テキサスの五人の仲間　- メアリー/ジョアン・ウッドワード
- 探偵ストレンジ　「生きていた魔女事件」- ダルトン/レネ・アシャーソン
- 王家の谷 (1964年の映画) - 母 (ミセス・マーシュ)/グェン・ワトフォード
- マーフィの戦い - ヘイドン/シアン・フィリップス
- ジョニーの旅立ち - アンジェラ/ドロシー・マクガイア
- 遠いあかり - グン/マリア・ホルネリウス
- 旅情 - ジェーン・ハドソン/キャサリン・ヘップバーン
- 逃亡者　#92
- 007/カジノ・ロワイヤル - フロー・ホフナー ※日本テレビ版